# ورکن‌دام
ورکن‌دام (به هلندی: Werkendam) یک شهرستان در هلند است که در برابانت شمالی واقع شده‌است. ورکن‌دام ۰ متر بالاتر از سطح دریا واقع شده‌است.

## خواهرخوانده
شهر تولچا خواهرخواندهٔ ورکن‌دام هست.